# Keglevićové
Keglevićové z Bužimi nebo Keglevićové z Poreči (chorvatsky Keglevići Bužimski, resp. Keglevići Porički, maďarsky Keglevics (család), německy Keglevich de Buzin) je jméno starého chorvatsko-uherského a později také rakouského šlechtického rodu.

## Historie
Rod Keglevićů patří mezi velmi staré rody. Podle některých zdrojů má původ v raných dobách v Řecku, Albánii a Bosně. Chorvatská linie rodu pochází z údolí řeky Zrmanji a své jméno má po rodovém hradu Buzin v Bosně, pozdější osmanské horské pevnosti. Podle legendy byl rod spřízněn s montferratským vévodou, albánským vojevůdcem a velkovévodou z Epiru Alexandrem Castriotem, známým pod jménem Skanderbeg a tureckými vládci. 
Rod se objevuje v listinách před rokem 1300 v osobě Budislawa de genere Percal (Perklye, Porichane), jímž začíná hlavní linie rodu. Je doložen roku 1260 se svými syny Petrem a Jakubem. Synové Petra I. Percala, Kegel (Cegla) a Martinus žili kolem roku 1338. Starší Kegel, coby předek, dal jméno rodu, Keglewyth de genere Percal, Porichane, Porichanski. Uherský král Ladislav II. dne 19. května 1494 daroval Johannesi Keglewythovi de Porichane bužimské panství s hradem.

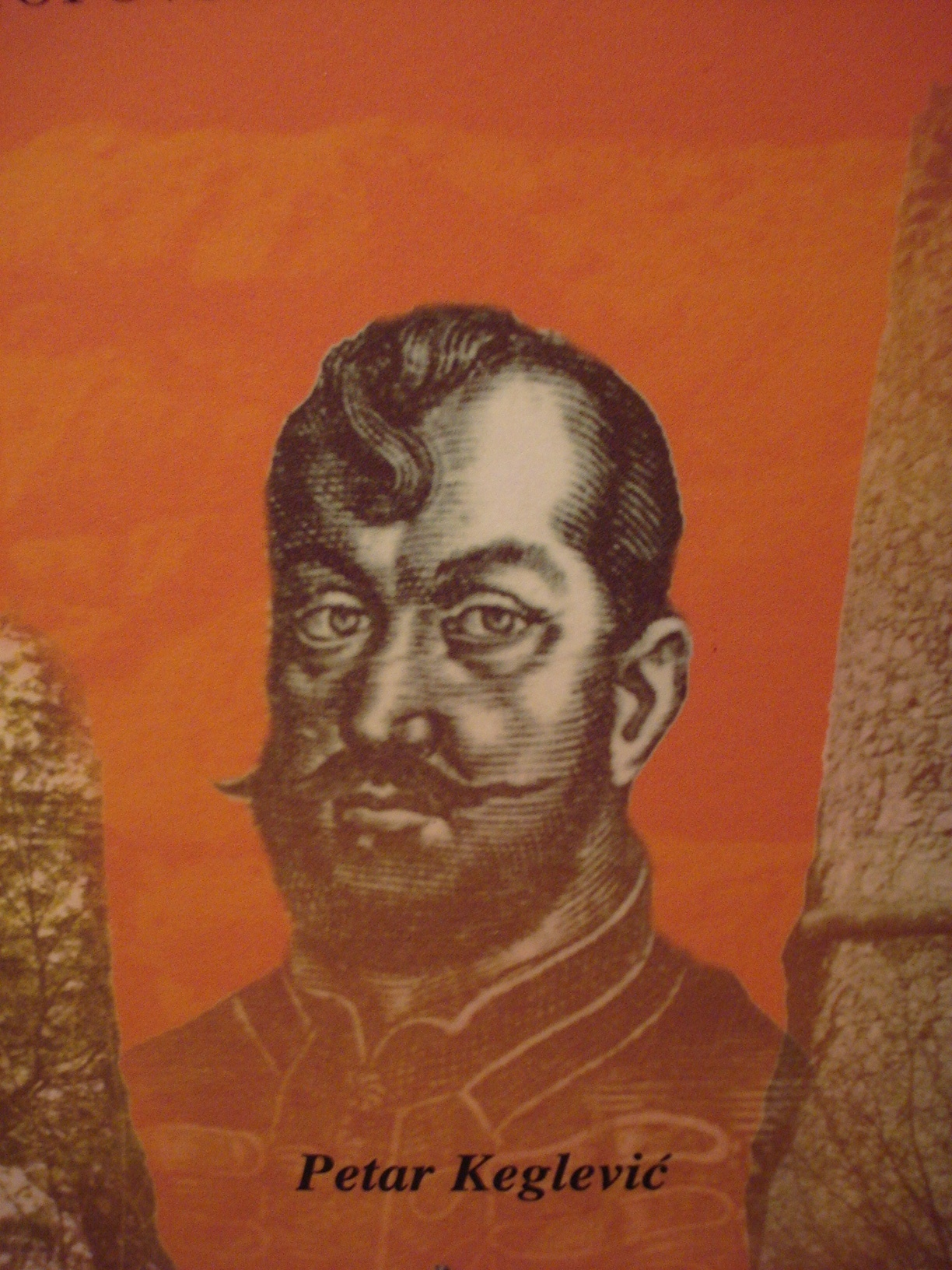
Petr II. Keglević

Petr II. Keglević (1478–1554) prokázal velkou statečnost při obléhání Jajce v roce 1525. Podle tamních kronikářů, a tím i osvobození Chorvatska od osmanské nadvlády, byl hlavně jeho zásluhou a stal se také chorvatským bánem (1530).
Jeho syn Matyáš Keglević, pokračovatel rodu, rozdrtil v roce 1573 mocné selské povstání v Chorvatsku a zajal vůdce povstání Matyáše Gubce. I on se však musel až do listopadu 1566 zodpovídat u soudu, neboť se bužimská pevnost jeho nedbalostí dostala do rukou Turků. Přestože král poskytl dostatek peněz na dostatečnou posádku, povolal pouze tři muže.

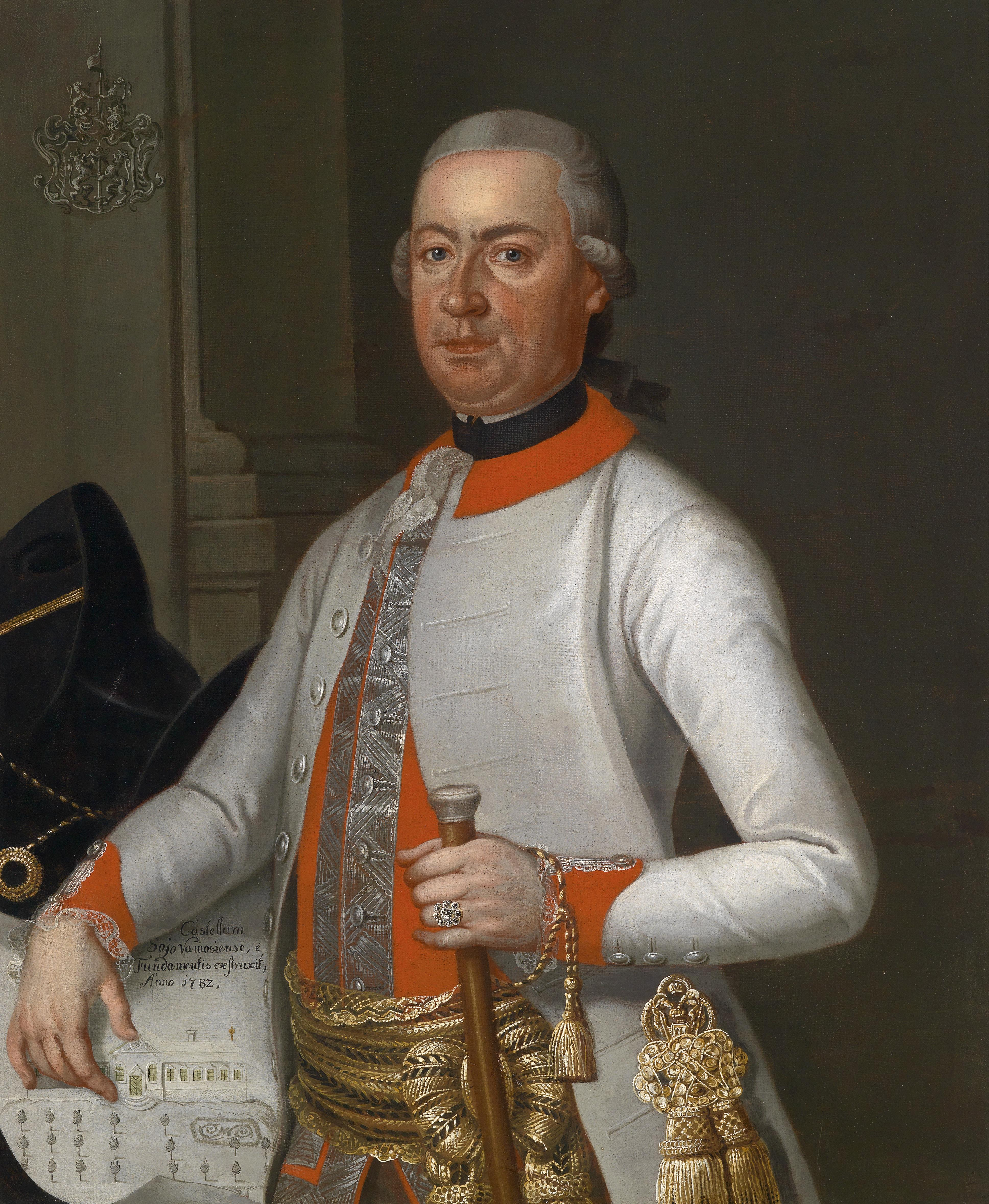
Karel hrabě Keglević z Bužimi

Bratři Jiří, Petr, Jan a František Keglevićové z Bužimi obdrželi v roce 1602 titul svobodných pánů v Sedmihradsku. Matyášovými syny se rod rozdělen do dvou linií: Jan založil linii chorvatskou, Jiří linii uherskou. Další posloupnost rodu je poté často nepřehledná.
V roce 1646 získal Mikuláš I. titul svobodného pána v Uhrách. Jeho syn, c.k. komorník Mikuláš II. (1636-1701) z mladší uherská linie rodu a jeho synovec Petr, rovněž c.k. komorník ze starší uherské linie, byli 4. srpna 1687 ve Vídni povýšeni císařem Leopoldem I. do hraběcího stavu. 
Jeho vnuk Adam (1666 - 29. března 1713) byl 22. května 1708 jmenován císařským polním vachmistrem.
Petr VI. († 1754), z chorvatské linie, generál-polní vachmistr (od 20. května 1708), se stal roku 1704 zástupcem zemského bána a roku 1708 dědičným hlavním prefektem Požegy. Do hraběcího stavu byl povýšen roku 1708 císařem Josefem I. Během této doby a poté patřili mezi vážené rody v Uhrách i Chorvatsku a z jeho řad vzešlo několik hodnostářů. 
V roce 1742 získal panství a zámek Topoľčianky Adam Keglevich, který rod vlastnil až do roku 1890.
V roce 1811 Jan Nepomuk Keglević získal Schönburský palác ve Vídni.
Hraběnka Marie Jenke Evženie Keglevićová z Bužimi (1921-1983) byla provdána za Albrechta vévodu Bavorského.

## Osobnosti rodu

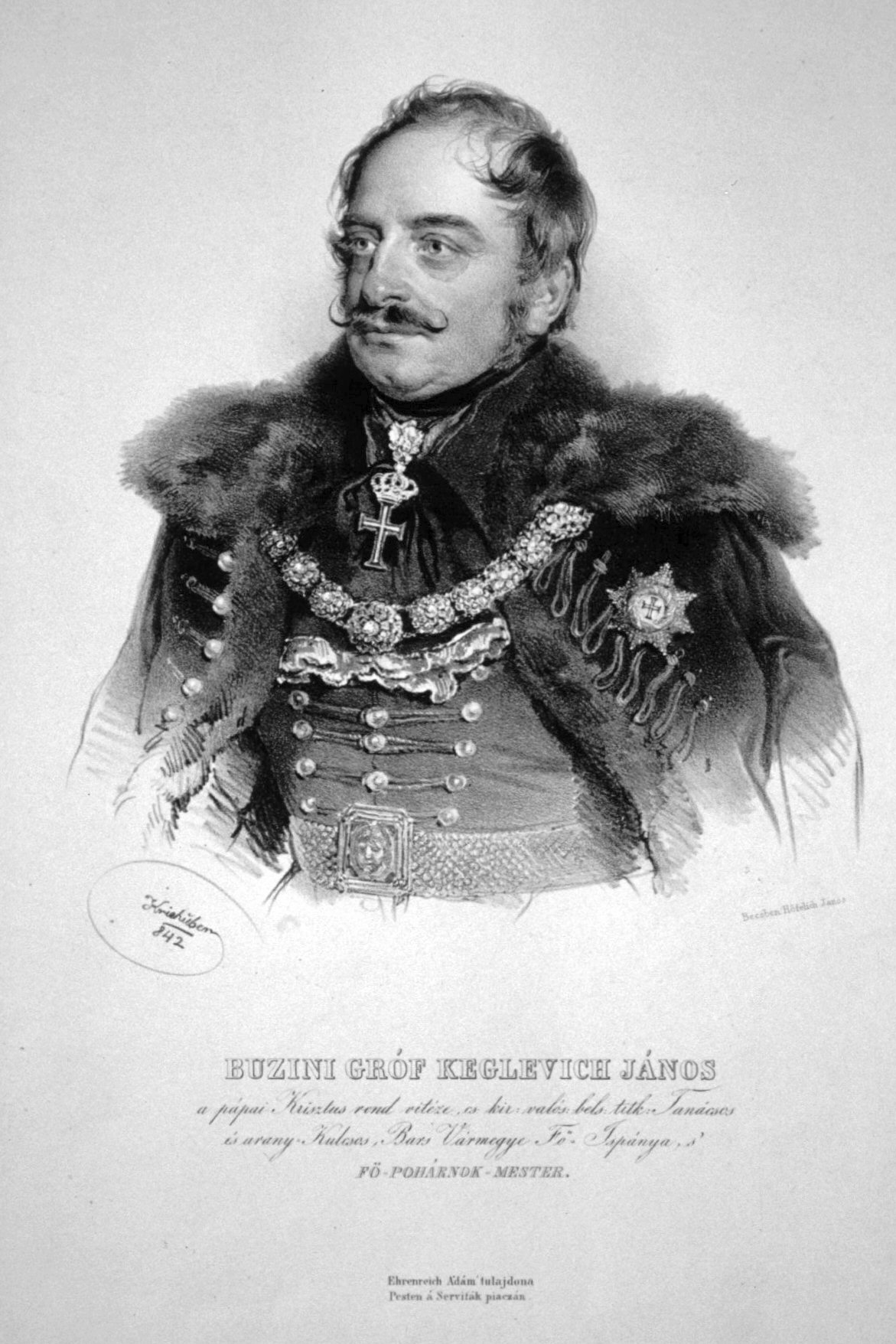
Jan (Janos) Keglević z Bužimi

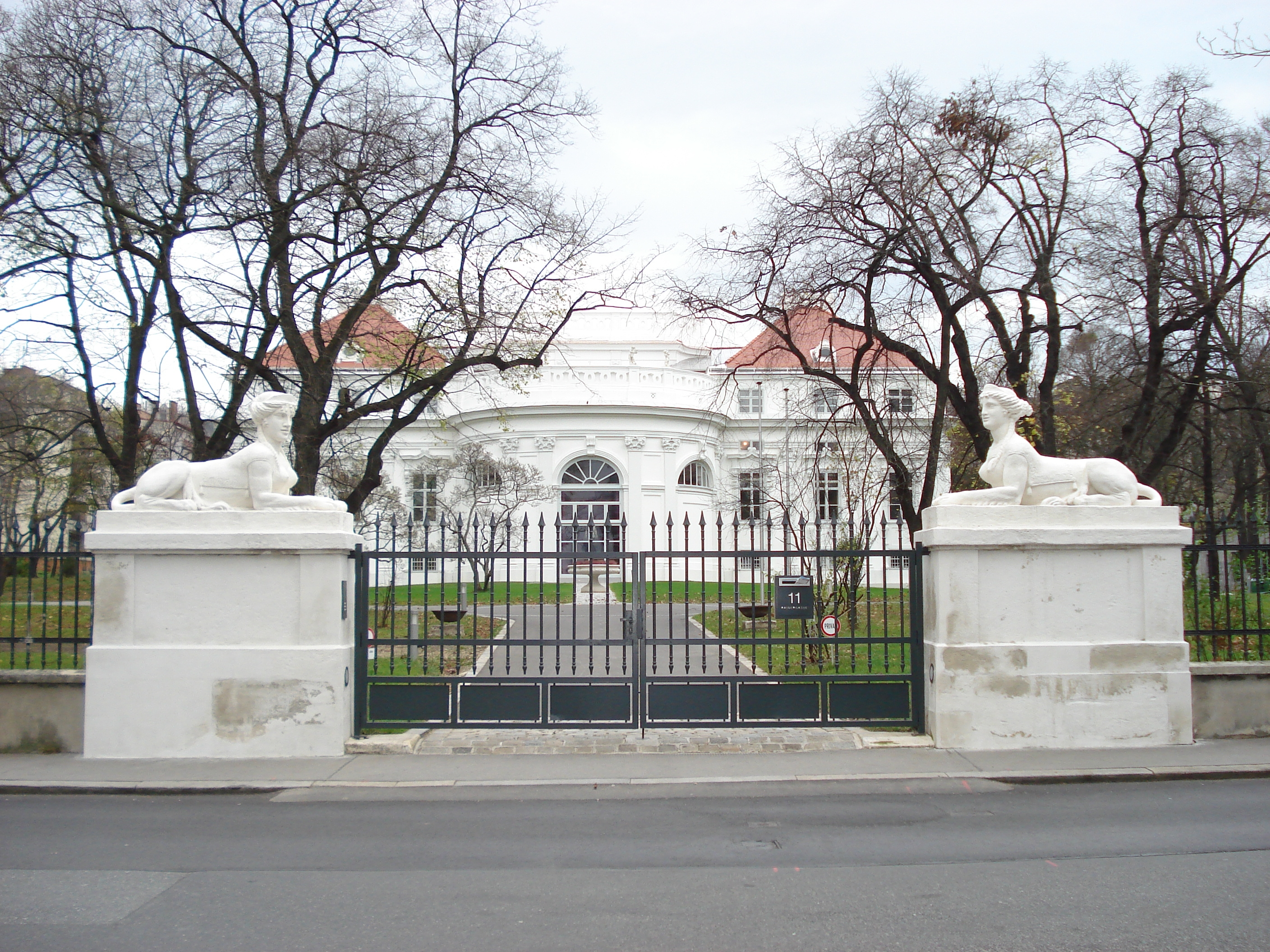
Palác Schönburg

- Vojtěch (Béla) hrabě Keglević z Bužimi (10. března 1833 - ?), syn hraběte Gabriela, byl maďarský státník, poslanec Uherského říšského sněmu, od 15. srpna 1860 ženatý s hraběnkou Helenou Batthyányovou.
- Anna Luisa hraběnka Keglevićová z Bužimi, zvaná Babette (1778 - 18. dubna 1813, dcera Karla Kegleviće, byla klavíristka, žačka Ludviga van Beethovena [7], který jí věnoval Klavírní sonátu č. 4 Es dur, op. 7[8] a svůj 1. klavírní koncert C dur, op. 15.[9] Později se provdala za knížete Inocence Odescalchiho z Erby (22. července 1778, Řím - 24. září 1833, Obermeidling).

- Gabriel hrabě Keglević z Bužimi (31. ledna 1710, Torňa - 2. dubna 1769, Pétervására) byl císařským polním vachmistrem (28. dubna 1754), ženatý s Marií Josefou von Königsacker (12. května 1724, Vídeň - 2. prosince 1789, Pešť). [10]
- Gabriel (Gábor) hrabě Keglević z Bužimi (9. září 1784, Pešť - 16. června 1854, Egreskata u Pešti), syn hraběte Adama, byl c.k. Pokladník, tajný rada, hlavní guvernér neograderského komitátu, prezident královské uherské dvorní komory, zemský pokladník a strážce koruny. 10. ledna 1817 se oženil s hraběnkou Matyldou Sándorovou ze Slavnice (21. března 1798, Vídeň - 11. listopadu 1843, Pešť).
- Jiří (György) hrabě Keglević z Bužimi (1751 - 20. března 1810, Vídeň), syn generála Gabriela, v roce 1807 byl jmenován c.k. generálmajorem.
- Julius (Gyula) hrabě Keglević z Bužimi (* 20. prosince 1824), syn hraběte Gabriela, byl maďarský státník, člen maďarského sněmu, 8. listopadu 1845 se oženil s Georginou baronkou z Orczy.
- Štěpán (István) hrabě Keglević z Bužimi (1740, Bratislava - 1. prosince 1793 zabit u Bettenhofenu), syn hraběte Josefa, byl c.k. generálmajor (od 17. prosince 1789).
- Jan (János) Nepomuk hrabě Keglević z Bužimi (13. května 1786, Pešť - 15. října 1856, Topolčanky u Nitry), syn hraběte Karla, majitele panství Sajó-Vámos, Enese, Visolaje, Stropkov, Kis-Tapolcsány a Nagy-Ugrócz, byl humanista, c.k. pokladník, tajný rada, hlavní správce Uherského království, konzervátor pro oblast Bratislavy. Jeho sbírka obrazů, založená v roce 1813, ač nepříliš početná, obsahovala některé cenné obrazy slavných mistrů.[11] Poprvé se oženil 12. listopadu 1805 s hraběnkou Adélou Zichyovou z Vaszonykeö († 17. ledna 1839), podruhé 3. února 1840 s hraběnkou Viktorií Evženií Folliotovou z Crenneville (1816–1900).
- Karel (Károly) hrabě Keglević z Bužimi (1732 - 1804), syn hraběte Josefa, uherský státník, c.k. skutečný tajný rada, ředitel císařského Burgtheateru a divadla U Korutanské brány, ženatý s hraběnku Kateřinu Zichyovou z Vasonykeö. Byl patronem Wolfganga Amadea Mozarta. Jeho dcera Babette byla studentkou a dedikantkou Ludwiga van Beethovena.
- Zikmund (Zsigmond) hrabě Keglević z Bužimi (7. května 1752 - 19. prosince 1805, Trnava), syn hraběte Josefa, byl uherský prelát, Episcopus Tribuensis et Makariensis a pomocný biskup Trnavský. [12]
- Štěpán Bernard hrabě Keglević z Bužimi (1743, Bratislava - 1. prosince 1793, Uttenhofen), v roce 1789 v 46 letech se stal generálmajorem. Byl synem Josefa Buziniho, hraběte Kegleviće (1700-1763) a Terezy svobodné paní Thavonatové z Thavonu (* 19. února 1706). Byl zabit v boji u Uttenhofenu v Alsasku během první koaliční války.

## Rodový erb

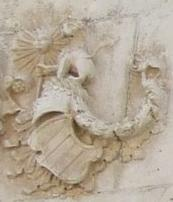
Rodový znak Keglevićů

Hlavní erb (do roku 1494) zobrazuje dva stříbrné pruhy v červené barvě. Na přilbě s červenými a stříbrnými přikrývkami sedící zlatý lev držící v pravé ruce zlaté slunce na holi. 